# Groupe G des éliminatoires de la Coupe d'Afrique des nations de football 2019
Le groupe G des qualifications à la Coupe d'Afrique des nations de football 2019 est une compétition qualificative pour la phase finale de la Coupe d'Afrique des nations de football 2019. Ce groupe est composé du Congo, de la RD Congo, du Liberia et du Zimbabwe. Le Zimbabwe et la RD Congo terminent aux deux premières places du groupe et se qualifient pour la CAN qui se déroule en juin 2019.

## Tirage au sort
Le tirage au sort se déroule le 12 janvier 2017 à Libreville. Les 51 sélections africaines sont classées dans cinq chapeaux selon un classement CAF construit à partir des résultats dans les CAN précédentes.
Le tirage au sort désigne les équipes suivantes dans le groupe G :
- Chapeau 1 : RD Congo (8e du classement CAF)
- Chapeau 2 : Congo (15e du classement CAF)
- Chapeau 3 : Zimbabwe (25e du classement CAF)
- Chapeau 4 : Liberia (39e du classement CAF)

## Classement
| Rang | Équipe   | Pts | J | G | N | P | Bp | Bc | Diff |  | Résultats (▼ dom., ► ext.) |     |     |     |     |
| ---- | -------- | --- | - | - | - | - | -- | -- | ---- |  | -------------------------- | --- | --- | --- | --- |
| 1    | Zimbabwe | 11  | 6 | 3 | 2 | 1 | 9  | 4  | +5   |  | Zimbabwe                   |     | 1-1 | 3-0 | 2-0 |
| 2    | RD Congo | 9   | 6 | 2 | 3 | 1 | 8  | 6  | +2   |  | RD Congo                   | 1-2 |     | 1-0 | 3-1 |
| 3    | Liberia  | 7   | 6 | 2 | 1 | 3 | 5  | 9  | -4   |  | Liberia                    | 1-0 | 1-1 |     | 2-1 |
| 4    | Congo    | 5   | 6 | 1 | 2 | 3 | 7  | 10 | -3   |  | Congo                      | 1-1 | 1-1 | 3-1 |     |

## Résultats
1re journée
| 10 juin 2017 | RD Congo                     | 3 - 1 | Congo         | Stade des Martyrs, Kinshasa     |                                 |
| 18h30 UTC+1  | Bakambu 19e 54e · Mbemba 90e | (1-1) | 45+1e Bifouma | Arbitrage : Hamada Nampiandraza | Arbitrage : Hamada Nampiandraza |
| 18h30 UTC+1  | Rapport                      |       |               | Arbitrage : Hamada Nampiandraza | Arbitrage : Hamada Nampiandraza |

| 11 juin 2017 | Zimbabwe           | 3 - 0 | Liberia | National Sports Stadium, Harare |                         |
| 15h00 UTC+2  | Musona 23e 49e 62e | (1-0) |         | Arbitrage : Alex Muhabi         | Arbitrage : Alex Muhabi |
| 15h00 UTC+2  | Rapport            |       |         | Arbitrage : Alex Muhabi         | Arbitrage : Alex Muhabi |

2e journée :
| 9 septembre 2018 | Congo       | 1 - 1 | Zimbabwe    | Stade Alphonse-Massamba-Débat, Brazzaville |                          |
| 15h30 (UTC+1)    | Bifouma 50e | (0-1) | 22e Billiat | Arbitrage : Victor Gomes                   | Arbitrage : Victor Gomes |
| 15h30 (UTC+1)    | Rapport     |       |             | Arbitrage : Victor Gomes                   | Arbitrage : Victor Gomes |

| 9 septembre 2018 | Liberia   | 1 - 1 | RD Congo | Samuel Kanyon Doe Sports Complex, Monrovia |                           |
| 16h00 (UTC)      | Jebor 62e | (0-0) | 82e Elia | Arbitrage : Boubou Traoré                  | Arbitrage : Boubou Traoré |
| 16h00 (UTC)      | Rapport   |       |          | Arbitrage : Boubou Traoré                  | Arbitrage : Boubou Traoré |

3e journée :
| 11 octobre 2018 | Congo                                  | 3 - 1 | Liberia     | Stade Alphonse-Massamba-Débat, Brazzaville |                               |
| 15h30 (UTC+1)   | Ndockyt 15e · Ibara 69e · Oniangué 89e | (1-0) | 67e Johnson | Arbitrage : Abdullahi Shuaibu              | Arbitrage : Abdullahi Shuaibu |
| 15h30 (UTC+1)   | Rapport                                |       |             | Arbitrage : Abdullahi Shuaibu              | Arbitrage : Abdullahi Shuaibu |

| 13 octobre 2018 | RD Congo      | 1 - 2 | Zimbabwe                    | Stade des Martyrs, Kinshasa |                            |
| 18h30 (UTC+1)   | Bolasie 90+2e | (0-1) | 21e Pfumbidzai · 68e Musona | Arbitrage : Rédouane Jiyed  | Arbitrage : Rédouane Jiyed |
| 18h30 (UTC+1)   | Rapport       |       |                             | Arbitrage : Rédouane Jiyed  | Arbitrage : Rédouane Jiyed |

4e journée :
| 16 octobre 2018 | Zimbabwe   | 1 - 1 | RD Congo         | National Sports Stadium, Harare |                          |
|                 | Billiat 2e | (1-1) | 24e (csc) Hadebe | Arbitrage : Gehad Grisha        | Arbitrage : Gehad Grisha |
|                 | Rapport    |       |                  | Arbitrage : Gehad Grisha        | Arbitrage : Gehad Grisha |

| 16 octobre 2018 | Liberia                   | 2 - 1 | Congo     | Samuel Kanyon Doe Sports Complex, Monrovia |                               |
|                 | Dennis Jr. 7e · Jebor 11e | (2-1) | 12e Ibara | Arbitrage : Blaise Yuven Ngwa              | Arbitrage : Blaise Yuven Ngwa |
|                 | Rapport                   |       |           | Arbitrage : Blaise Yuven Ngwa              | Arbitrage : Blaise Yuven Ngwa |

5e journée :
| 18 novembre 2018 | Congo       | 1 - 1 | RD Congo    | Stade Alphonse-Massamba-Débat, Brazzaville |                         |
|                  | Bifouma 38e | (1-1) | 25e Kasongo | Arbitrage : Sidi Alioum                    | Arbitrage : Sidi Alioum |
|                  | Rapport     |       |             | Arbitrage : Sidi Alioum                    | Arbitrage : Sidi Alioum |

| 18 novembre 2018 | Liberia   | 1 - 0 | Zimbabwe | Samuel Kanyon Doe Sports Complex, Monrovia |                             |
|                  | Jebor 72e | (0-0) |          | Arbitrage : Maguette Ndiaye                | Arbitrage : Maguette Ndiaye |
|                  | Rapport   |       |          | Arbitrage : Maguette Ndiaye                | Arbitrage : Maguette Ndiaye |

6e journée :
| 24 mars 2019 | Zimbabwe                 | 2 - 0 | Congo | National Sports Stadium, Harare      |                                      |
|              | Billiat 20e · Musona 36e | (2-0) |       | Arbitrage : El Fadil Mohamed Hussein | Arbitrage : El Fadil Mohamed Hussein |
|              | Rapport                  |       |       | Arbitrage : El Fadil Mohamed Hussein | Arbitrage : El Fadil Mohamed Hussein |

| 24 mars 2019 | RD Congo    | 1 - 0 | Liberia | Stade des Martyrs, Kinshasa |                             |
|              | Bakambu 52e | (0-0) |         | Arbitrage : Maguette Ndiaye | Arbitrage : Maguette Ndiaye |
|              | Rapport     |       |         | Arbitrage : Maguette Ndiaye | Arbitrage : Maguette Ndiaye |

## Liste des buteurs
5 buts
- Knowledge Musona

2 buts
- Prince Ibara

3 buts
- Thievy Bifouma
- Cédric Bakambu
- William Jebor
- Khama Billiat

1 but
- Merveil Ndockyt
- Prince Oniangué
- Yannick Bolasie
- Meschack Elia
- Kabongo Kasongo
- Chancel Mbemba
- Teah Dennis Jr.
- Sam Johnson
- Ronald Pfumbidzai